# Édouard de Rouillé
Le comte Édouard de Rouillé, né le 14 juillet 1786 à Ath et mort le 10 septembre 1865 à Ormeignies, est un militaire et homme politique belge.

## Mandats et fonctions
- Membre des États provinciaux de Hainaut : 1817-
- Bourgmestre d'Ormeignies : 1826-1861
- Bourgmestre d'Ath : 1830-1833
- Membre du Congrès national : 1830-1831
- Membre du Sénat belge : 1831-1848

## Sources
- DE ROUILLE Edouard (1785-1865)
- C. Beyaert, Biographies des membres du Congrès national, Bruxelles, 1930, p. 60

- Ressource relative à plusieurs domaines :   - ODIS